# Славеносрбија
Славеносрбија или Славосрбија (слсрп. Славено-Сербія – Славено-Сербија или Славо-Сербія – Славо-Сербија; рус. Славяносербия – Славјаносербија; укр. Слов'яносербія – Словјаносербија), било је подручје у Руској Империји, административна област која је постојала од 1753. до 1764. године, на десној обали реке Доњец (између ушћа река Бахмут и Лугањ).

## Историја
Најзаслужнији за формирање друге српске насељеничке области у Русији били су противници генерала Јована Хорвата, потпуковник аустријски Јован Шевић и пуковник хусарски Рајко Прерадовић.
Септембра 1752. године Шевић је са својом групом Срба исељеника стигао у Русију. Кијев је било главно колонизационо пријемно место за добијање војног распореда и колонизационог права. Њих су у Кијеву упутили код Хорвата у Нову Србију, а што је сметало Шевићу. Шевић је људе задржао у Кијеву, а сам отпутовао у Москву да тражи дозволу да се он засебно насели. Томе се супротстављао Хорват, тражећи у исто време да царска власт исте пошаље код њега у Нову Србију. Крајем фебруара и почетком марта 1753. године Сенат је одлучио после разматрања, да ови Срби запоседну Украјинску линију (гранични ланац) и изврше насељавање на простору између река Бахмут и Лугањ. Планирано је да се ту настани 3.000-5.000 војника, по угледу на Нову Србију. Прерадовић и Шевић су постали руски генерали. Срби генерали су формирали два хусарска пука под својим именом, и два "пикинерна" пука у које су други насељеници примани. Чинили су заједно ти пукови Славјаносербски војни корпус. Пукови су били подељени на роте, а штабови су имали станове у шанцима. Прерадовић је отишао у Бахмут, а Шевић у Лугањ где ће им бити штабови. Док су очеви боравили у Москви на договорима 1753, на терену су радили припреме њихови синови, официри Георгије Прерадовић и Петар Шевић. Сваки је формирао по десет роти (шанчева), са малом посадом као клице будућих села.
Декретом Сената од 29. маја 1753. године се даје на слободно насељавање Србима и другим балканским народима православне вероисповести, у намери да осигурају заштиту границе и напредовање јужних степа. Тим актом је основана Славеносрбија, која је била под непосредном управом истог државног Сената. Прерадовић је добио свој простор на левој страни, а Шевић такође али на десној; остало су биле редуте и локације будућих утврђења. Са земаљске карте Славеносрбије из 1754. године Прерадовић је осим Бахмута добио три "слободе" и 65 хутора. Шевићу је припало више од 50 хутора. Са временом је дошло до промена. Од српског шанца Доњецкоје постао је град 1817. године Славјаносербск. Место Бахмут је постало главно штабско место, а и бахмутски козачки пук је ушао у састав Славеносрбије.
У духовном погледу област је из почетка била под влашћу кијевског митрополита. А од 3. октобра 1756. године преведена је под надлежног белгоградског архијереја. Срби су градили православне цркве по селима где су били настањени. Тако је никла Успенска црква у Суходолу, Св. Архистратига Михајла у Макаровом Јару, храм Пресвете Богородице у Веселој гори, Св. апостола Петра и Павла у Петровенки и други. У "слободи" Александровки били су дворови Лазе Текелије и Константина Јузбаше, који су и Вознесенску цркву подигли. Године 1760. била је завршена 31 православна црква у тој војној области.
Нова Србија и Славеносрбија као граничарска подручја постојале су тек нешто више од деценије. Манифестом царице Катарине 1762. године и Указом руске владе 1764. године укинуте су Нова Србија и Славеносрбија и укључене у састав нових губернија. Разлог се нашао у томе што су, продирањем Русије према југу, према Азовском и Црном мору, српска граничарска подручја постала излишна као што се две деценије раније десило са граничарским подручјем у Хабзбуршком царству. У Славеносрбији је главно место било град Бахмут.
Руској Империји Срби су у време постојања граница, а и по њиховом укидању, добро послужили у ратовима који су на разним странама вођени другом половином 18. века.

### Епилог
Шевићев и Прерадовићев српски пук из Славеносрбије, је 1764. године бројао само 1262 граничара. Царске власти су тада оба спојила у јединствени, Бахмутски хусарски пук са седиштем штаба у Бахмуту. Царским указом од 22. марта 1764. године Славеносрбија је са утврђеном "Украјинском линијом" названа Екатаринска провинција новоросијске губерније. Иста српска војничка територија је 1775. године додата Азовској губернији.
Након укидања српских пукова никло је на десетине нових села, којима су господарили Срби официри. Тако се јављају места Веселоје, Александровка или (Јузбошевка, са Вознесенском црквом из 1784.) и Рајевка посед бригадира Константина Н. Јузбаше, затим Ивановка, Штеровка, Петровка и Николајевка - наследника генерал мајора Штерића. Следе Павловка мајора Миоковича, Васиљевка капетана Сабова, Родаковка капетана Родакова, Терњи капетана Шевића, Суходол секунд мајора Рашковића, Новоселовка подпуковника Депрерадовича, Филатовка или (Фугаровка) капетана Фугарова, Череваневка и Голубовка подпуковника Голуба, Филиповка (слобода код села Кримски Брод) секунд-мајора Филиповића, Михајовка Михајловића, Устиновка потпоручика Тошковича, Вуиковка (или Мантуловка, са црквом Св. Николе из 1780.) капетана Вујића и многа друга.

## Потомци
Вести о Србима који су се одселили у Русију педесетих година 18. века било је и век касније, у време припрема за обележавање стогодишњице доласка Срба из завичаја у украјинске степе. О томе драгоцене податке даје писмо официра у пензији Павла Арсенијевића из Јелисаветграда, упућено патријарху Рајачићу 1852. године. У њему Арсенијевић помиње потомке знаменитих Срба који су живели на бившем подручју Нове Србије и Славеносрбије. Тако се помињу: Хорвати, Шевићи, Прерадовићи, Стратимировићи, Кнежевићи, Вујићи, Петковићи, Аврамови, Радивојевићи, Дуке, Степанови, Живковићи, Хаџићи и други. Сем реченог, Арсенијевић даје драгоцене податке и о насељима, упркос чињеници да у већини њих у то време готово да није било Срба. Прослава за обележавање стогодишњице сеоба је припремана у Славјаносербску у Јекатеринославској губернији. Планирало се да се у овом насељу подигне споменик Јелисавети Петровној, за чије су се владавине Срби овамо населили.
Одсечени од сопствене етничке матице, у православној и словенској средини, Срби су се убрзо претопили у месно источнословенско становништво. Тако је век и по после досељавања остало само око хиљаду Срба у овом подручју Украјине. Као једини преостали Србин у некадашњој Славеносрбији, помиње се 1837. године стогодишњак, поручник Милутинов. Остали су заслужни за Русију Јован Штерић који је на свом земљишту покренуо ископавање руде гвожђа и угља. А Георгије Шевић је почео са каменим угљом и дрвеним угљем да ради.

## Српска насеља у Славеносрбији
Од оснивања па до 1764. године на простору Славеносрбије била су стационирана два српска пука. Један је био под командом генерала Рајка Прерадовића (са 10 рота), а други под командом генерала Јована Шевића (са 10 рота). Имена рота, шанаца, села давао је Сенат, на предлог командира рота. Нека српска насеља су добила назив по оснивачу - официру команданту или његовом детету. Тако се јављају и називи: Вујић је основао Вуичнивку (после Змајевка), Перић - Перичивку (после Сокољники), Депрерадовић - Депрерадовку, Исак Мијаковић - Исаковку, Тошковић - Тошковку, Иван Штерић - Ивановку. Насеља у којима су насељени Срби граничари углавном нису носила српске називе, попут оних у Новој Србији.

### Прерадовићев хусарски пук
Генерал Рајко Прерадовић и његови синови су оснивали роте. Синови су били врло млади: Георгије премијер мајор (28), Алексеј капетан тек пунолетан (18), док је Иван мада у чину поручника - тек пуко дете са 12 година. Чак 14 дечака је служило као хусар у том пуку. Свака рота је основала свој шанац. Постојало је укупно 10 роти (чета) са шанчевима. Пук је био са седиштем у шанцу Серебрјанки, у првој роти. Код другог пописа је (25. маја 1755) записано да пук има 199 хусара, од којих су 92 официра и подофицира а осталих 107 редовних војника хусара. Под том командом се налазило укупно 408 особа. Са годину дана 1754-1755. повећао се број људи за 203. Командант тог пука био је током целог његовог постојања (1853-1864) генерал мајор Рајко Прерадовић. У штабу су били поред Срба и Руси, а од Срба се помињу: премијер мајори Георгије Прерадовић и Никола Селаковић, секунд мајор Аврам Рашковић. Мајор Рашковић је 1754. године био господар своје "хуторе" Рубежни Колодез од 48 кметова, где је имао млин. Сејао је тада по 5 десетина овса и јечма, те 80 десетина пшенице и 50 ражи. Држао је затим 50 коња, 150 грла говеда и 50 свиња. Свештеници су били од 1757. године поп Андреј Павловић и јеромонах Афаназије Грабовчанин. Пуковски лекар је од 1757. године Иван Грабе. Од укупно 199 војних лица пописаних 1757. године, Срба је било само 72 особе.
Командири рота Прерадовићевог пука били су 1757. године распоређени:
- 1. рота (Серебрјански шанац): капетан-поручник Алексеј Прерадовић (19 година). Роту је чинило 51 војно лице. То је данас Сребное. Године 1764. је записана православна црква Преображенска, подигнута трудом генерал-мајора Прерадовића.
- 2. рота (Лугански мост): поручник Гаврил Прерадовић (24), са само девет војних лица. Православна црква није постојала 1764. године. Тада је дошао нови командир Адам Јанов са својим особљем.
- 3. роте (Вишњеј Беленкиј), или Верхне Беленкеј (Лисичанск); село Верхне; Белинка;: поручник Михаил Прерадовић (26), са 25 војних лица. Православна црква је ту била само започета старањем пуковника Депрерадовића. Данас је део града Лисичанска.
- 4. рота (шанац Асесоровскиј) или Привоље: поручник Иван Давидовић (33) са 30 потчињених лица. Ту су 1760. године насељени Власи и Молдавци и подигнута камена Вознесенска црква, који је раније започео секунд-мајор Рашковић.
- 5. рота (на ушћу реке Санжарскиј) или Санжаровка: заставник Симеон Колер, са само шест војних лица. Цркву је започео ту премијер-мајор Селаковић.
- 6. рота (шанац Нижњеј Беленкиј) или (Нижњаја Беленкаја); село Нижне (Луганска област): капетан Исак Радовановић (40) са 18 војних лица. Православну цркву је започео бивши капетан Радовановић, а до 1764. године је завршена трудом поручника (капетана) Ивана Прерадовића.
- 7. рота (Камишеваткиј) или (Камишеватој, село Камишеваха: командир-капетан Борис Михајловић (51) са 10 потчињених особа. Црква коју је започео капетан Божа у своје време са неколико "дворова", завршио је до 1764. године нови командир капетан Алексеј Депрерадовић.
- 8. рота (Белогорској) или (Белаја Гора): командир-поручник Иван Бранковић (44) са 13 потчињених лица. Цркву је започео бивши капетан Станковић, а наставио је поручник Бранковић и капетан Јелинац да били била готова до 1764. године.
- 9. рота (Верх по Лугани) или Ерасков Колодез, удаљена шест врста од Луганског моста: командир-поручник Рајко Поповић (38) са 10 војних лица. До 1764. године ту није било православне цркве. Нови командир је постао капетан Јаков Даниловић, па је на њему остало да цркву подигне.
- 10. рота (на ушћу реке Картемишевој): капетан Петар Савељев (44) са свега седам потчињених. Петар је примера ради сејао (1754) годишње 20 десетина ражи, 25 пшенице, 20 овса и 10 јечма. Држао је 50 коња и 40 грла говеда. Црква није постојала ни 1764. године, али је капетан у свом дому импровизовао капелу.

### Шевићев хусарски пук
Пук је био са седиштем у шанцу Красниј Јар, у првој роти. На почетку ту је било седам роти, па је број повећан. Ратни састав је чинило касније 10 рота. Године 1757. ту је по другом извештају записано 278 хусара, од којих су 164 редовна војника хусара. Укупно је под том командом било 631 особа. Командант је био цело време (1753-1864) генерал лајтант Јован Шевић. У штабу су били следећи официри Срби: потпуковник Иван Шевић (син), премијер-мајори Петар Шевић и Димитрије Перић, секунд-мајори Ђорђе Филиповић и Симеон Пишчевић, ађутант Петар Рунић. Свештеници су били 1757. године поп Михаил Вани и поп Михаил Грубановић. Пуковски лекар је тада Иван Шрејберг, а подлекар Иван Петров. Од 272 војна лица из 1758. године, на Србе је отпадало 151; дакле више него код Депрерадовића.
Ратни састав Шевићевог пука чиниле су роте (шанчеви) 1757. године:
- 1. рота - Красниј Јар шанац, (данас део Луганска). Ту је 1764. године била православна црква Рођења Св. Јована Крститеља. Подигнута је старањем генерал-мајора Јована Шевића.
- 2. рота - Вергунскиј (шанац Верхунка), (данас Велика Вергунка); 1764. године са православном црквом Св. Георгија, која је подигнута трудом подпуковника Шевића.
- 3. рота - Камениј Брод шанац, или Каменое, (пре Лугански завод од 1795, Ворошиловград и данас је Луганск). Постоји 1764. године православна црква Св. апостола Петра и Павла, подигнута старањем премијер-мајора Шевића.
- 4. рота - Кримскиј Брод, или село Кримское, (Кримска јама); Постоји 1764. године ту православни храм Св. Архистратига Михаила, подигнут старањем секунд-мајора Филиповића.
- 5. рота - Желтиј Јар, или Жовтиј Јар, (село Желтое); (сада Жовте). Ту првобитно није постојала богомоља. Рад је оснивању места је започео капетан Јузбаша, а наставио секунд-мајор Адабашев.
- 6. рота - Рајевскиј, или шанац Раевки (по инжињеру-поручнику Ивану Рајевском, геометру 1756. године). То првобитно није постојала црква. Секунд-мајор Симеон Пишчевић са капетаном Аврамом Ивановићем је је основао село Рајевку. Завршио је посао на крају капетан Георгије Шевић. У роти је било 34 војна лица.
- 7. рота - Хорошиј Јар шанац, село Хороше, (сада Хорошо). Ту није било православне цркве. Изградњу места је започео капетан Јован Миоковић, а завршио његов син, заставник Павле Миоковић.
- 8. рота - Подгорној шанац, Пидгирне, (Подгорноје), будући Доњецк па Славјаносербск. Ту је била православна црква Св. архиђакона Стефана. Градњу је започео капетан Стефан Сабов, а након његове смрти завршио син капетан Лазар Сабов.
- 9. рота - Пришибскиј шанац, село Пришиб; Ту није било православне цркве, а изградњу села је изводио капетан Георгије Прелић.
- 10. рота - Черкаскиј Брод шанац, или Черкаски Брид, (од 1764, село Черкаское), од 1961. године град Зимогорје или Зимохирија. Ту је постојала православна црква Св. Николе Чудотворца. Роту је изградио покојни капетан Игњат Миоковић. Рота је прешла касније у Слободски хусарски пук. Нови командант села био је капетан Иван Марков.

### Бахмутски хусарски пук од 1764. године
Од 1764. године спајањем два првобитна српска пука (од 18. рота), формирано је јединствени Бахмутски хусарски пук. у његовом ратном саставу је било сада смањен на 16. чета (рота): Роте 15. и 16. биле су у истом Луганском шанцу, али раздвојене командно. Шанац од 1882. године чини град Луганск. Командант тог новог пука био је прво пуковник Георгије Депрерадовић.
- 1. рота - Серебрјански шанац (Серебрјанка), ту је био пре 1764. године штаб Рајка де Прерадовића. Од 1764. године командант роте је капетан Иван Депрерадовић, а потчињених војника је било 84. Број становника је износио 410 особа.
- 2. рота - Вергунски шанац (Вергунци, данас најстарији рејон Луганска). Командир роте 1764. године био је капетан Гаврил Попов, са 83 војна лица. Број становника је износио тада 345 душа.
- 3. рота - Верхњи Бељењки шанац, село Верхне; (Верхњи). То место је имало 1764. године 246 становника, од којих су 62 војна лица, под командом поручника Ивана Бранковића. Градња православне цркве је завршена 1762. године.
- 4. рота - Красниј Јар шанац, (данас најстарији рејон Луганска), ту је пре 1764. године био штаб Јована Шевића. А од 1764. године командир роте је заставник Петар Пејић. Број становника износи тада 450, од којих је 77 војних лица.
- 5. рота - Привољное шанац, или Приволне, (Привољно). Од укупно 365 становника, њих 77 су милитари под командом командира роте поручника Ивана Давидовића.
- 6. рота - Кримскиј брод (Јаме?) шанац, (Кримско село). Насеље има укупно 191 становника, од којих је само 34 војних лица, под командом секунд-мајора Георгија Филиповића. Градња православне цркве је трајала 1765. године.
- 7. рота - Њижнеје или Нижниј Беленкој шанац, (Нижне). Насеље је 1764. године имало укупно 377 становника. Војних лица је било 43 под командом командира роте Мелентија Прерадовића. Православна црква је грађена 1764. године.
- 8. рота - Подгорноје шанац, или Пидгирне, (Подгорноје, па Доњецк, те од 1817. године - данас Славјаносербск). Живело је ту 1764. године 244 житеља, а њих 44 милитарца су били под командом командира роте - капетана Лазара Сабова.
- 9. рота - Жолтоје (Жути) шанац, (данас Жолта). У месту 1764. године има 164 становника. Њих 27 су војна лица којима командује, командир роте капетан Георгије Прелић.
- 10. рота - Камениј Брод шанац, (данас Камјани Брод, Камени Брод најстарији рејон Луганска); од 1882. године чини град Луганск. Године 1764. ту је живело 507 становника, од којих је 98 војних лица. Командир роте био је тада капетан Георгије Шевић.
- 11. рота - Черкаски Брод или Јар?, (Черкаске).Од 262 становника, њих 62 су војна лица. Ротом је 1764. године командовао капетан Иван Марков. Градња православне цркве је тралала 1765. године.
- 12. рота - Хорошоје шанац или Јар?, (Хороше). Место има 147 становника, од којих 36 војних лица. Командир роте је 1764. године капетан Иван Миоковић.
- 13. рота - Калиновское шанац), или Калиновске, (Калиновск). Ту 1764. године има само 90 становника, од којих је само 14 војних лица. Командир роте је тада капетан Вељко Станојев.
- 14. рота - Коротомишски шанац, или Троицке, (п. Тројицка). Место броји само 43 становника, од којих је 16 војних лица. Командир роте 1764. године био је капетан Павел Савељев.
- 15. рота - Лугански шанац (1), са 74 становника, од којих су 13 војна лица, под командом капетана Арсенија Јелинца.
- 16. рота - Лугански шанац (2), са 88 становника, од којих су 15 војна лица, под командом капетана Георгија Трговешћана.[16]

Данас те последње две роте чини град Луганск.

## Галерија
- Положај Славеносрбије
- Карта Славеносрбије
- Карта Славеносрбије